# Jingdezhen
Jingdezhen (in lingua cinese 景德镇; pinyin: Jǐngdézhèn) è una città del nord della provincia dello Jiangxi in Cina.

## Storia
Jingdezhen è stata e rimane ancora la capitale mondiale della porcellana.
Già sotto la Dinastia Tang, si diceva di Jingdezhen, che la città era invasa da "forni che collegano un villaggio all'altro, stufe accese ovunque".
Sotto la dinastia mongola di Yuan, la prima porcellana bianca e blu, trovata nelle tombe datate dal 1319 al 1336, veniva per la maggior parte da Jingdezhen.
Sotto la Dinastia Ming, attraverso secoli d'esperienza, le porcellane di Jingdezhen avevano raggiunto la perfezione nella trasparenza e nella luminosità e grazie ai legami con la Corte, la regione intorno a Jingdezhen divenne il centro dell'industria della porcellana in Cina. L'amministrazione imperiale della porcellana si stabilì a Jingdezhen nel 1393 o nel 1402. Nel 1540, più di 10.000 persone erano impiegate nella produzione di ceramica a Jingdezhen.
Sotto la Dinastia Qing, secondo François Xavier d'Entrecolles, la città, all'inizio del XVIII secolo, contava di circa 18.000 famiglie di ceramisti su di una popolazione di circa 1.000.000 di abitanti, ovvero più di tre volte rispetto ad oggi.

### Changnan
La città oggi nota come Jingdezhen una volta prendeva nome "Changnan" ed era, sin da allora, la capitale mondiale della porcellana. Fu solamente durante il regno della dinastia Song (960-1279), sotto l'imperatore Zhenzong, che la città cambiò nome da Changnan in Jingdezhen.
La città di Changnan negli anni divenne sempre più famosa per la qualità della sua porcellana ed iniziò ad esportare grosse quantità di porcellana anche in Europa.
Gli europei iniziarono a guardare le porcellane di Changnan come qualcosa di molto prezioso e delicato e possederne una era motivo di grande orgoglio.
Con il passare del tempo, le persone in Europa dimenticarono il significato della parola Changnan (che identificava appunto le porcellane che provenivano da questa zona) e ne cambiarono il campo semantico dall'oggetto delle porcellane al loro luogo d'origine, Changnan appunto.
La traslitterazione utilizzata in Europa per la parola cinese Changnan (pronuncia "cian-nan") fu "China" (pronuncia "ciaina") ed entrò in tutti i vocabolari delle lingue europee per identificare inizialmente il luogo d'origine delle porcellane e in un secondo momento tutta la nazione cinese.

## Amministrazione

### Suddivisioni amministrative
- Distretto di Zhushan
- Distretto di Changjiang
- Leping
- Contea di Fuliang

### Gemellaggi
La città è gemellata con:
- Faenza dal 2013